# Komórki Rohona-Bearda

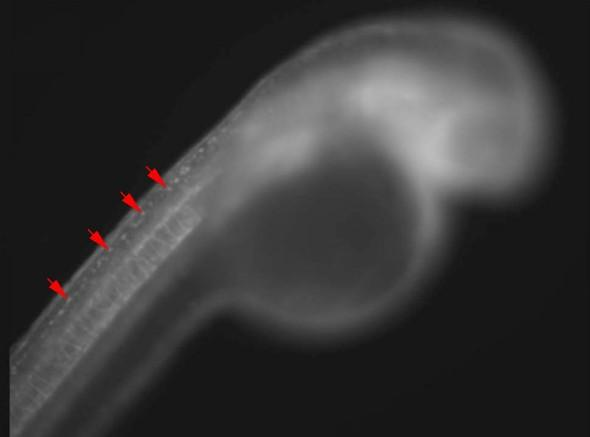
Zarodek danio pręgowanego 48 godzin od zapłodnienia; strzałki wskazują cztery neurony Rohona-Bearda

Komórki Rohona-Bearda – wyspecjalizowane neurony o funkcji mechanoreceptorowej występujące na etapie embrionalnym rozwoju w grzbietowej części rdzenia kręgowego u ryb i płazów. Neurony Rohona-Bearda wykształcają się na granicy ektodermy epidermalnej (powierzchniowej) i neuroektodermy, jako pierwsze w kolejności neurony receptorowe. U większości gatunków zanikają one w trakcie rozwoju osobniczego (np. u danio pręgowanego w ciągu pierwszych dwóch dni rozwoju, na etapie larwalnym, by zostać zastąpionymi przez zwój korzeni grzbietowych nerwów rdzeniowych) na drodze apoptozy. W naukach biologicznych są przedmiotem badań nad apoptozą.
Opisali je niezależnie od siebie John Beard i Jozef Viktor Rohon.